# Henri Arnoldus
Johannes Hendricus Willem (Henri) Arnoldus (Middelburg, 22 februari 1919 – aldaar, 19 december 2002) was een Nederlandse schoolmeester die bekend is geworden als auteur van een aantal kinderboeken. Hij studeerde in 1937 af aan de Rijkskweekschool in Middelburg. Van 1943 tot 1970 werkte hij als onderwijzer op een rooms-katholieke lagere school in Middelburg. Als schrijver richtte hij zich aanvankelijk op lesboeken, maar later schreef hij voornamelijk kinderboeken.